# Multiplex ČRo DAB+
Multiplex ČRo DAB+ je multiplexem digitálního rozhlasového vysílání DAB+ v České republice. Provozuje ho Český rozhlas a obsahuje vysílání médií veřejné služby. 
Český rozhlas zahájil jako první z provozovatelů v Česku vysílání vysokým výkonem, a to v srpnu 2015 z vysílače Praha-Žižkov, které v létě 2017 přešlo ve vysílání řádné.
Multiplex obsahuje všechny celoplošné stanice, digitální a vybrané regionální stanice Českého rozhlasu. 15. ledna 2020 došlo k rozdělení vysílaných stanic na území Čech a Moravy. 
17. května 2021 přibyl mezi vysílanými stanicemi ČRo Radiožurnál Sport. 23. září 2021 byla stanice Retro nahrazena stanicí Pohoda.
Ensemble ID multiplexu v Čechách (kanál 12C) je 2005 a na Moravě (kanál 12D) 2006 (hex), label v obou oblastech je CRo DAB+.
22. dubna 2022 byl navýšen výkon vysílače Ještěd z dosavadního 1 kW na 5 kW.

## Rozhlasové stanice v multiplexu
| Stanice                            | logo | Název            | Název krátký | Bitová rychlost | Mód zvuku | Kodek     | Ochrana | ID | SID  |
| ---------------------------------- | ---- | ---------------- | ------------ | --------------- | --------- | --------- | ------- | -- | ---- |
| ČRo Radiožurnál                    |      | CRo-RADIOZURNAL  | R-ZURNAL     | 64 kbit/s       | Stereo    | HE-AAC v1 | EEP 2-A | 1  | 232F |
| ČRo Dvojka                         |      | CRo-DVOJKA       | R-DVOJKA     | 48 kbit/s       | Stereo    | HE-AAC v2 | EEP 2-A | 2  | 232E |
| ČRo Vltava                         |      | CRo-VLTAVA       | R-VLTAVA     | 72 kbit/s       | Stereo    | HE-AAC v1 | EEP 2-A | 3  | 232D |
| ČRo Plus                           |      | CRo-PLUS         | R-PLUS       | 40 kbit/s       | Stereo    | HE-AAC v2 | EEP 2-A | 4  | 2424 |
| ČRo Wave                           |      | CRo-WAVE         | R-WAVE       | 64 kbit/s       | Stereo    | HE-AAC v1 | EEP 2-A | 5  | 2F23 |
| ČRo D-dur                          |      | CRo-DDUR         | R-DDUR       | 72 kbit/s       | Stereo    | HE-AAC v1 | EEP 2-A | 7  | 2F26 |
| ČRo Jazz                           |      | CRo-JAZZ         | R-JAZZ       | 64 kbit/s       | Stereo    | HE-AAC v1 | EEP 2-A | 8  | 2F27 |
| ČRo Rádio Junior                   |      | CRo-JUNIOR       | R-JUNIOR     | 48 kbit/s       | Stereo    | HE-AAC v2 | EEP 2-A | 6  | 2F25 |
| ČRo Pohoda                         |      | CRo-POHODA       | R-POHODA     | 40 kbit/s       | Stereo    | HE-AAC v2 | EEP 2-A | 11 | 2F1B |
| ČRo Rádio Praha                    |      | CRo-RADIO PRAHA  | R-PRAHA      | 48 kbit/s       | Stereo    | HE-AAC v2 | EEP 2-A | 10 | 2F1A |
| ČRo Radiožurnál Sport              |      | CRo-RZ SPORT     | R-SPORT      | 48 kbit/s       | Stereo    | HE-AAC v2 | EEP 2-A | 24 | 2F2C |
| ČRo Brno **                        |      | CRo-BRNO         | R-BRNO       | 48 kbit/s       | Stereo    | HE-AAC v2 | EEP 2-A | 13 | 2A0F |
| ČRo České Budějovice *             |      | CRo-C.BUDEJOVICE | R-CB         | 48 kbit/s       | Stereo    | HE-AAC v2 | EEP 2-A | 16 | 250D |
| ČRo Liberec *                      |      | CRo-LIBEREC      | R-LBC        | 48 kbit/s       | Stereo    | HE-AAC v2 | EEP 2-A | 19 | 2706 |
| ČRo Olomouc **                     |      | CRo-OLOMOUC      | R-OL         | 48 kbit/s       | Stereo    | HE-AAC v2 | EEP 2-A | 20 | 2B07 |
| ČRo Ostrava **                     |      | CRo-OSTRAVA      | R-OVA        | 48 kbit/s       | Stereo    | HE-AAC v2 | EEP 2-A | 14 | 290D |
| ČRo Pardubice *                    |      | CRo-PARDUBICE    | R-PCE        | 48 kbit/s       | Stereo    | HE-AAC v2 | EEP 2-A | 21 | 280C |
| ČRo Plzeň *                        |      | CRo-PLZEN        | R-PLZEN      | 48 kbit/s       | Stereo    | HE-AAC v2 | EEP 2-A | 12 | 2608 |
| ČRo Střední Čechy *                |      | CRo-STRED. CECHY | R-STC        | 48 kbit/s       | Stereo    | HE-AAC v2 | EEP 2-A | 9  | 243F |
| ČRo Vysočina **                    |      | CRo-VYSOCINA     | R-VYSOC      | 48 kbit/s       | Stereo    | HE-AAC v2 | EEP 2-A | 15 | 2D09 |
| ČRo Zlín **                        |      | CRo-ZLIN         | R-ZLIN       | 48 kbit/s       | Stereo    | HE-AAC v2 | EEP 2-A | 23 | 2E02 |
| Vysílání Ukrajinského rozhlasu *** |      | UKRAJINSKE-RADIO | UKR-R        | 16 kbit/s       | Mono      | HE-AAC v1 | EEP 2-A | 25 | 2FE0 |

*) Pouze v multiplexu oblast Čechy, kanál 12C 
 **) Pouze v multiplexu oblast Morava, kanál 12D 
 ***) od března 2022
Regionální stanice ČRo, které se do multiplexu nevešly, vysílají v komerčních multiplexech Teleko (ČRo Hradec Králové a ČRo Sever) a RTI (ČRo Karlovy Vary).
Datový tok pro novou stanici Radiožurnál Sport (48 kbps) vznikl ubráním po 8 kbps u stanic Vltava (z 80 na 72 kbps), Plus (z 48 na 40 kbps), D-dur (z 80 na 72 kbps) a Retro (z 48 na 40 kbps) a 16 kbps u stanice Jazz (z 80 na 64 kbps).

## Vysílače multiplexu
Multiplex vysílá z následujících vysílačů,  přičemž je rozdělen na českou a moravskou podsíť (jednofrekvenční sítě na kanálech 12C a 12D): 
| Vysílač                      | Kanál | Kmitočet    | Výkon (ERP) | Polarizace |
| ---------------------------- | ----- | ----------- | ----------- | ---------- |
| Brno – Hády                  | 12D   | 229,072 MHz | 5 kW        | vertikální |
| Brno – Kojál                 | 12D   | 229,072 MHz | 10 kW       | vertikální |
| Domažlice – Čerchov          | 12C   | 227,360 MHz | 1 kW        | vertikální |
| České Budějovice – Kleť      | 12C   | 227,360 MHz | 20 kW       | vertikální |
| Hradec Králové – Stěžery     | 12C   | 227,360 MHz | 1 kW        | vertikální |
| Jáchymov – Klínovec          | 12C   | 227,360 MHz | 10 kW       | vertikální |
| Jeseník – Praděd             | 12D   | 229,072 MHz | 10 kW       | vertikální |
| Jihlava – Javořice           | 12D   | 229,072 MHz | 10 kW       | vertikální |
| Jihlava – Strážník           | 12D   | 229,072 MHz | 5 kW        | vertikální |
| Klatovy – Doubrava           | 12C   | 227,360 MHz | 5 kW        | vertikální |
| Liberec – Ještěd             | 12C   | 227,360 MHz | 5 kW        | vertikální |
| Nový Jičín – Veselský kopec  | 12D   | 229,072 MHz | 1 kW        | vertikální |
| Olomouc – Radíkov            | 12D   | 229,072 MHz | 2 kW        | vertikální |
| Ostrava – Hošťálkovice       | 12D   | 229,072 MHz | 10 kW       | vertikální |
| Pardubice – Krásné           | 12C   | 227,360 MHz | 10 kW       | vertikální |
| Plzeň – Radeč                | 12C   | 227,360 MHz | 10 kW       | vertikální |
| Plzeň – Sylván               | 12C   | 227,360 MHz | 1 kW        | vertikální |
| Praha – Žižkov               | 12C   | 227,360 MHz | 20 kW       | vertikální |
| Sušice – Svatobor            | 12C   | 227,360 MHz | 1 kW        | vertikální |
| Tachov – Rozsocha            | 12C   | 227,360 MHz | 1 kW        | vertikální |
| Třinec – Malý Javorový       | 12D   | 229,072 MHz | 1 kW        | vertikální |
| Trutnov – Černá hora         | 12C   | 227,360 MHz | 10 kW       | vertikální |
| Ústí nad Labem – Buková hora | 12C   | 227,360 MHz | 10 kW       | vertikální |
| Valašské Klobouky – Ploštiny | 12D   | 229,072 MHz | 1 kW        | vertikální |
| Valašské Meziříčí – Radhošť  | 12D   | 229,072 MHz | 1 kW        | vertikální |
| Votice – Mezivrata           | 12C   | 227,360 MHz | 10 kW       | vertikální |
| Zlín – Tlustá hora           | 12D   | 229,072 MHz | 10 kW       | vertikální |

Dále je šířen následujícími dokrývači:
| Vysílač                      | Kanál | Kmitočet    | Výkon (ERP) | Polarizace |
| ---------------------------- | ----- | ----------- | ----------- | ---------- |
| Beroun – Vrch Děd            | 12C   | 227,360 MHz | 0,3 kW      | vertikální |
| Čtyřkoly – Dubsko            | 12C   | 227,360 MHz | 0,2 kW      | vertikální |
| Kácov – Zliv                 | 12C   | 227,360 MHz | 0,2 kW      | vertikální |
| Krnov                        | 12D   | 229,072 MHz | 0,1 kW      | vertikální |
| Měchnov – Vrchy              | 12C   | 227,360 MHz | 0,2 kW      | vertikální |
| Most – Široký vrch           | 12C   | 227,360 MHz | 0,1 kW      | vertikální |
| Příbram – hvězdárna          | 12C   | 227,360 MHz | 0,3 kW      | vertikální |
| Rosice – Obora               | 12D   | 229,072 MHz | 0,2 kW      | vertikální |
| Svitavy – Kamenná Horka      | 12C   | 227,360 MHz | 0,1 kW      | vertikální |
| Tasov – Tasov                | 12D   | 229,072 MHz | 0,3 kW      | vertikální |
| Ustí nad Labem – Vaňov       | 12C   | 227,360 MHz | 0,1 kW      | vertikální |
| Velká Bíteš – Křoví          | 12D   | 229,072 MHz | 0,2 kW      | vertikální |
| Velké Meziříčí – Fajtův vrch | 12D   | 229,072 MHz | 0,2 kW      | vertikální |
| Znojmo – Kuchařovice         | 12D   | 229,072 MHz | 0,3 kW      | vertikální |
| Železná Ruda – vodárna       | 12C   | 227,360 MHz | 0,1 kW      | vertikální |